# Římský klub
Římský klub je globální think tank, který byl založen v dubnu 1968 a celosvětovou pozornost získal v roce 1972 svou první zprávou Meze růstu (Limits to Growth). Římský klub o sobě uvádí, že je "organizací jednotlivců, kteří sdílejí společný zájem o budoucnost lidstva a usilují o změnu. Naším posláním je podporovat porozumění globálním výzvám, kterým čelí lidstvo a navrhovat řešení prostřednictvím vědecké analýzy, komunikace a jejich prosazování." Členy jsou známé a respektované osobnosti v disciplínách, které jsou pro poslání klubu relevantní, jako je sociální rozvoj, ekonomika a životní prostředí. Mezi členy jsou významní vědci, špičkoví podnikatelé, bývalí politici a bývalé hlavy států, jejichž společným zájmem je budoucnost lidstva a diskutují o hlavních globálních problémech a výzvách. Přibližně jednou ročně si nechávají zpracovat tzv. "Zprávu Římskému klubu" na určité téma, které pak obšírně diskutují. Od 1. července 2008 má klub sídlo ve Winterthuru ve Švýcarsku.

## Založení
Za jeho zakladatele jsou považováni italský průmyslník Aurelio Peccei a skotský vědec Alexander King.

## Členové
Na začátku roku 2018 měl Římský klub 101 řádných členů, 21 asociovaných členů a byl řízen dvanáctičlenným řídícím výborem. Dále na svých stránkách uvádí 43 čestných členů, mezi které patří Al Gore, Michail Gorbačov, španělský král Juan Carlos I, princ Filip z Belgie, královna Beatrix z Nizozemska, Romano Prodi a Jacques Delors. Jediným českým členem samotného Římského klubu byl v minulosti Václav Havel.

### Významní současní a bývalí členové
- Hans–Peter Dürr (1929–2014) – německý fyzik,
- Mahdi Elmandjra (1933–2014) – marocký futurista, ekonom a sociolog,
- Călin Georgescu (*1962) – rumunský expert na udržitelný rozvoj,
- Nicholas Georgescu–Roegen (1906–1994) – rumunsko–americký matematik, statistik a ekonom, autor The Entropy Law and the Economic Process,
- Michail Gorbačov (1931–2022) – sovětský a ruský politik, bývalý prezident Sovětského svazu,
- Václav Havel (1936–2011) – dramatik a politik, bývalý prezident České republiky,
- Bohdan Havrylyšyn (1926–2016) – ukrajinský ekonom, poradce ukrajinské vlády,
- Daisaku Ikeda (*1928) – buddhistický filosof, učitel a spisovatel, bojovník za nukleární odzbrojení,
- Mugur Isărescu (*1949), guvernér Rumunské národní banky,
- Erich Jantsch (1929–1980) – americký astrofyzik rakouského původu, autor knihy Technological Forecasting,
- Derrick de Kerckhove (*1944) – kanadský profesor francouzštiny,
- Alexander King (1909–2007) – francouzský vědec skotského původu, jeden z prvních vědců prosazujících udržitelný rozvoj, zakládající člen Římského klubu,[6]
- Max Kohnstamm (1914–2010) – nizozemský historik a diplomat, bývalý generální tajemník Evropského společenství uhlí a oceli (předchůdce EU),
- David Korten (*1937) – americký spisovatel
- Elisabeth Mann–Borgese (1918–2002) – kanadská expertka na námořní právo, politiku a ochranu prostředí, profesorka univerzity v Halifaxu, zakládající člen Římského klubu,
- Graeme Maxton – skotský ekonom, generální tajemník Římského klubu,
- Dennis Meadows (*1942) – americký vědec, specialista na management systémů,
- Donella Meadows (1941–2001) – americká vědkyně v oblasti ochrany životního prostředí,
- Mihajlo D. Mesarovic (*1928) – srbský vědec v oblasti systémového inženýrství a matematiky,
- George P. Mitchell (1919–2013) – americký podnikatel,
- Mohan Munasinghe – fyzik a ekonom ze Sri Lanky,
- Aurelio Peccei (1908–1984) – italský průmyslník a filantrop, zakládající člen Římského klubu,[6]
- John R. Platt (1918–1992) – americký fyzik a biofyzik,
- Mamphela Ramphele (*1947) – jihoafrická politička a lékařka, bojovnice proti apartheidu, bývalá ředitelka Světové banky,
- Joseph Stiglitz (*1943) – americký ekonom,
- Ivo Šlaus (*1931) – chorvatský jaderný fyzik,
- Prince Hassan bin Talal (*1947) – člen jordánské královské rodiny,
- Hugo Thiemann (1917–2012) – švýcarský vědecký manažer a vizionář,
- Pierre Elliott Trudeau (1919–2000) – bývalý premiér Kanady;
- Robert Uffen (1923–2009) – kanadský geofyzik,
- Victor Urquidi (1919–2014) – mexický ekonom,
- Frederic Vester (1925–2003) – německý biochemik.

## Cíle
Cílem Římského klubu je identifikovat nejdůležitější budoucí problémy lidstva a planety prostřednictvím holistického, interdisciplinárního a dlouhodobého výzkumu; vyhodnotit alternativní budoucí scénáře a analýzy rizik; vyvíjet a navrhovat praktické postupy; sdělovat nové poznatky a trendy významným činitelům a veřejnosti a iniciovat společenské debaty s cílem zlepšit budoucnost. Současný pracovní program římského klubu se zaměřuje na témata
- reformulování cílů a změna fungování našich ekonomických systémů;
- oddělení růstu prosperity a spotřeby zdrojů;
- zajištění obživy, pracovních míst a příjmů.[7]

K dosažení svých cílů se Římský klub spoléhá také na vzdělávání mladší generace. Například v Německu proto byla v roce 2004 založena celá síť středních škol v rámci německé asociace Římského klubu, mezi jejichž hlavní programové cíle patří naplňování Cílů udržitelného rozvoje OSN.

## Národní asociace
Římský klub má národní asociace ve 35 zemích. Posláním národních sdružení je rozšiřovat myšlenky a vize Římského klubu ve svých zemích, nabízet řešení a prosazovat udržitelnější a spravedlivější ekonomiku ve svých zemích a podporovat mezinárodní sekretariát Římského klubu s pořádáním akcí, jako je výroční valná hromada.

## Zprávy Římského klubu
Zprávy Římskému klubu považuje toto sdružení za nejdůležitější dokumenty, které vydává. Jedná se o recenzované studie zadané výkonným výborem nebo navrhované členem nebo skupinou členů nebo jednotlivcem nebo institucí mimo klub. Podle členů klubu pomáhají rozhodujícím osobám a veřejnosti lépe pochopit hlavní globální problémy. Často obsahují konkrétní politické návrhy a usilují o posílení většího smyslu pro občanskou odpovědnost. Jsou určeny k zahájení diskuse mezi podnikateli, politiky, šéfy mezinárodních agentur, akademiky, pedagogy a médii.
Vybrané zprávy Římského klubu:
- 1972: Meze růstu (The Limits to growth)[13]
- 1975: Lidstvo v bodu zvratu (Mankind at the turning point)[14]
- 1978: Po době odpadové (Beyond the age of waste)[15]
- 1989: Překročení mezí (Beyond the Limits to growth)[16]
- 1991: První globální revoluce (The first global revolution)[17]
- 1998: Faktor čtyři (Factor four : doubling wealth, halving resource use)[18]
- 2010: Faktor pět (Factor five : transforming the global economy through 80% improvements in resource productivity)[19]
- 2015: Na hraně (On the edge : the state and fate of the world's tropical rainforests)[20]

## Kritici
Nositel Nobelovy ceny ekonom Robert Solow kritizoval publikaci Meze růstu pro „zjednodušující“ scénáře. Kritizoval Římský klub pro údajně amatérské metody: „Jediná věc, která mě opravdu zneklidňuje, jsou amatéři, kteří dělají absurdní výroky o ekonomice, a myslím si, že Římský klub je nesmysl. Ne proto, že by přírodní zdroje nebo ekologické potřeby nebyly v čase omezené, ale omezení nesouvisí s růstem, ale s úrovní hospodářské činnosti. Nemyslím si, že Římský klub je nesmyslný nápad – ale tak, jak dělají amatérskou dynamiku bez licence, bez řádné kvalifikace je špatně.“

## Česká (československá) asociace Římského klubu
Vznik československé pobočky Římského klubu prosazoval již v roce 1990 Miloš Zeman, oficiálně pobočka – Československá asociace Římského klubu – vznikla 22. února 1991. Sdružovala v době svého vzniku tři desítky osobností vědy, kultury a veřejného života z Československa. Čestným předsedou byl zvolen Václav Havel, předsedou byl prof. Valtr Komárek, vědeckým sekretářem Ing. J. Nekola, místopředsedy byli zvoleni rektor Univerzity Karlovy prof. Radim Palouš, děkan matematicko-fyzikální fakulty University Komenského prof. Beloslav Riečan a Miloš Zeman. Po smrti Václava Havla uveřejnil Římský klub nekrolog.
Dne 4. března 2008 byl zvolen předsedou České asociace Římského klubu docent Pavel Nováček, dalšími členy výboru byli zvoleni prof. Jarmila Doubravová, prof. Jiří Drahoš, doc. Jaroslav Kalous a Ivan Klíma, sekretářem pak Michal Paulus. Po svém zvolení do čela Akademie věd se Jiří Drahoš práce České asociace Římského klubu nezúčastňoval. V roce 2018 se stal předsedou České asociace Římského klubu doc. RNDr. Bohumír Štědroň, CSc. z Univerzity Karlovy, který připravil se členy klubu k 50.výročí slavné knihy "Limity růstu" novou publikaci "Opportunities for Growth The World 2100" (nakladatelství Wolters Kluwer).
V roce 2024 byl novým předsedou České asociace Římského klubu zvolen JUDr. Jiří Navrátil. Doc.RNDr.Bohumír Štědroň,CSc, se jako vicepresident zabývá novými projekty (Terraformace planety Mars, OH na Měsíci aj.)
K různým zprávám o tom, že Římský klub je součástí zednářského hnutí, prohlásil v roce 2018 doc. Nováček: "Jako předseda české asociace prohlašuji, že Římský klub nespřádá konspirační plány a nechce se nějakými záludnými metodami podílet na moci ve státě či ve světě." 